# 新疆生产建设兵团第一师三团
新疆生产建设兵团第一师三团是中华人民共和国新疆生产建设兵团第一师下辖的一个团，与新疆维吾尔自治区阿拉尔市甘泉镇实行“团镇合一”的管理体制。

## 行政区划
新疆生产建设兵团第一师三团下辖以下单位：
团部、一连、二连、三连、四连、五连、六连、七连、八连、九连、十连、十一连、十三连、十四连、十六连、十七连、十八连、十九连、二十连、二十一连、二十二连、二十四连、良繁站生活区、科技连和养畜场。